# Diaglifica
La diaglifica (o anche diagliptica, diaglittica) è l'arte, derivata dalla glittica, di incidere in incavo monete, conii, sigilli.
I lavori ottenuti si chiamano diaglifi o diaglipti. La diaglifica ebbe momenti di notevole splendore nel rinascimento italiano e in quello francese.